# Fallacia dello scommettitore

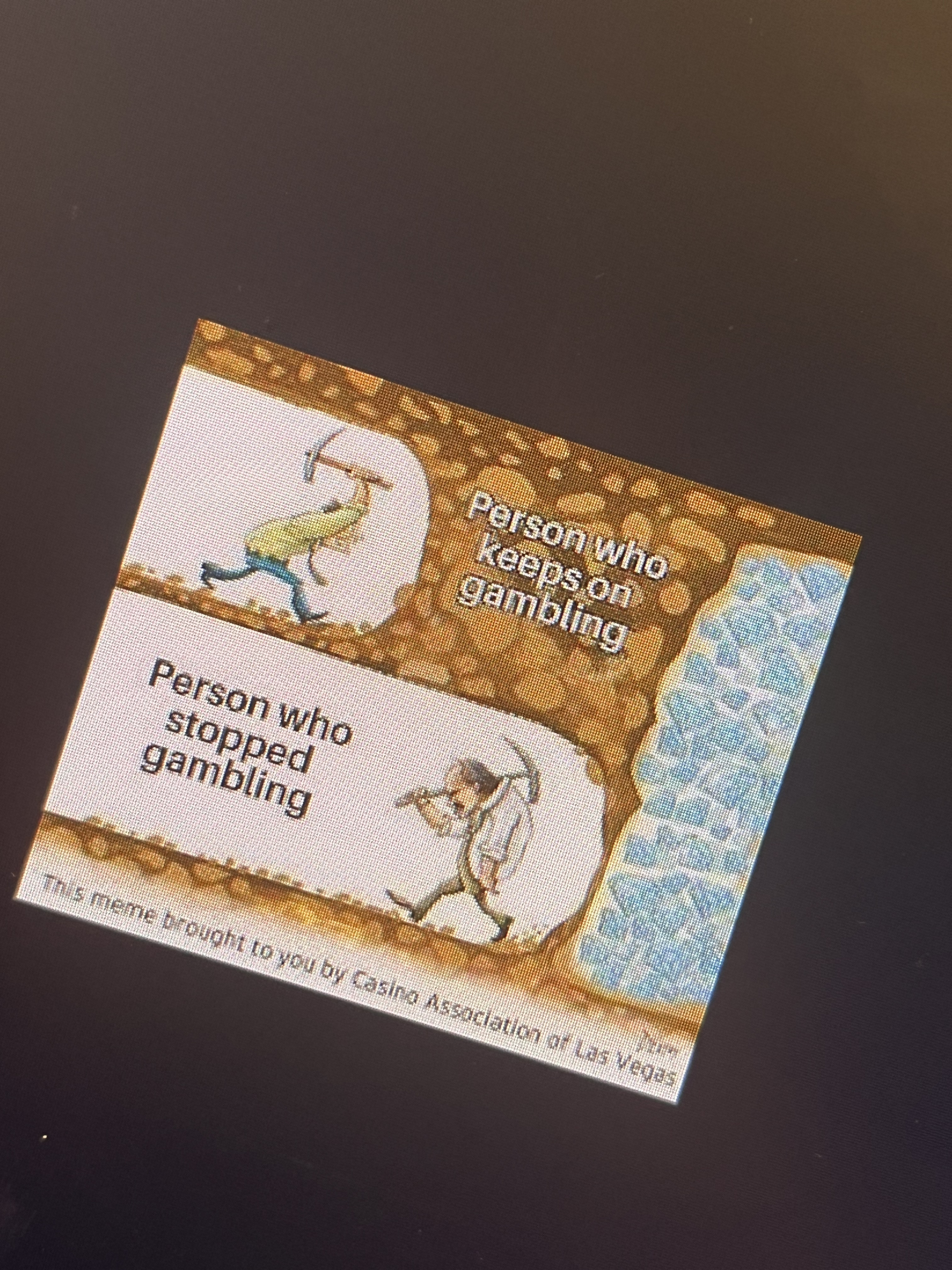
Esempio di fallacia dello scommettitore illustrato con un noto meme di Internet, in questo caso diffuso dalla Casino Association of Las Vegas

La fallacia dello scommettitore è un errore logico che riguarda l'errata convinzione che eventi occorsi nel passato influiscano su eventi futuri nell'ambito di attività governate dal caso, quali ad esempio molti giochi d'azzardo. L'espressione descrive una delle seguenti erronee convinzioni: 
- Un evento casuale ha più probabilità di verificarsi perché non si è verificato per un periodo di tempo;
- Un evento casuale ha meno probabilità di verificarsi perché non si è verificato per un periodo di tempo;
- Un evento casuale ha più probabilità di verificarsi perché si è verificato di recente;
- Un evento casuale ha meno probabilità di verificarsi perché si è verificato di recente;

Quelle esposte sono convinzioni errate, comuni nel diffuso ragionare sulle probabilità, che sono state oggetto di studi molto dettagliati. Molte persone perdono soldi nei giochi d'azzardo per via di tali errate convinzioni.
In realtà, le possibilità che un qualche evento si verifichi nelle prove successive non sono necessariamente correlate con ciò che si è verificato in passato, specialmente in molti giochi d'azzardo. Tale fenomeno è noto alla teoria della probabilità come la proprietà della mancanza di memoria.

## Un esempio: il lancio di una moneta
La fallacia dello scommettitore può essere esemplificata prendendo ad esempio il ripetuto lancio di una moneta. Usando una moneta priva di irregolarità la probabilità di ottenere T=Testa è esattamente 0,5 (una su due), quella di ottenere due volte consecutive T è 0.5×0.5=0.25 (una su quattro), quella di ottenere tre volte consecutive T è 0.5×0.5×0.5= 0.125 (una su otto), e via di seguito.
Ora si supponga di avere ottenuto per quattro volte consecutive Testa. Un individuo vittima della fallacia dello scommettitore potrebbe dire, "Se la prossima volta esce Testa, si avrebbe una successione di cinque volte consecutive in cui esce Testa. La probabilità di una successione di cinque Testa consecutive è di {\displaystyle (1/2)^{5}=1/32}; dunque, al prossimo tentativo c'è una probabilità di solo 1 su 32 che esca testa."
Questo è un ragionamento errato. Se la moneta è regolare, per definizione la probabilità che esca C=Croce deve sempre essere 0,5, mai superiore (o inferiore), e la probabilità che esca Testa deve sempre essere 0,5, mai inferiore (o superiore). Mentre la probabilità di una successione di cinque Testa consecutive è solo 1 su 32, ciò vale solo prima del primo lancio della moneta. Dopo i primi quattro lanci i risultati non sono più sconosciuti, per cui non vengono contati. La probabilità di cinque Testa consecutive è la medesima di quattro Testa consecutive seguite da una Croce. Il fatto che esca Croce non è maggiormente probabile. Infatti, il calcolo della probabilità di 1 su 32 si basava sull'assunto che Testa o Croce siano egualmente probabili in ciascuna prova. Ciascuno dei due possibili eventi ha una probabilità identica indipendentemente dal numero di volte che la moneta è stata lanciata precedentemente e indipendentemente dai risultati già verificatisi. Ritenere che nel lancio successivo sia più probabile che esca Croce piuttosto che Testa basandosi sui precedenti lanci è un errore. L'errore è nell'idea che l'essere stati fortunati in passato influenzi in qualche modo l'andamento delle prove future.
Ad esempio, la popolare strategia del "raddoppio" (cominciare con 1 €, se si perde puntare 2 €, poi 4 € ecc., finché non si vince) non ha alcun senso; si veda come esempio il gioco della Martingala. Situazioni simili sono studiate nella teoria matematica delle passeggiate aleatorie. Strategie come questa ed altre affini conducono sempre a molte piccole vincite abbinate a poche perdite ingenti o viceversa. Essendo dotati di un capitale infinito, si potrebbe anche avere successo usando tale strategia; avendo un capitale limitato, invece, meglio sarebbe scommettere delle somme costanti, se non altro perché ciò rende più agevole la stima di quanto si rischia di perdere in un'ora o in un giorno o in una singola partita.
Una barzelletta molto diffusa tra i matematici spiega la natura dell'errore. Quando prende un aereo, un tale decide sempre di portare con sé una bomba. "La probabilità che su un aereo ci sia una bomba è molto bassa," e il tale pensa, "certamente la probabilità che ce ne siano due è quasi nulla!" - una barzelletta simile compare anche in Blackadder Goes Forth - quando un personaggio, Baldrick, sta incidendo il suo nome su una pallottola, un altro, Edmund Blackadder, gli chiede il perché e ottiene come risposta "perché se porto con me la pallottola con il mio nome inciso sopra, non posso essere colpito da questa!". 

## Ulteriori esempi
- Qual è la probabilità di ottenere 21 volte consecutive Testa, lanciando una moneta regolare? (Risposta: 1/2097152 = circa 0.000000477.) Qual è la probabilità di ottenere ancora una volta Testa dato che è già uscito 20 volte consecutive Testa? (Risposta: 0.5.) Si veda il teorema di Bayes.
- Una coppia ha nove figlie. Qual è la probabilità che il prossimo figlio sia un'altra femmina? (Risposta: 0.5, assumendo che il genere dei bambini sia indipendente.)
- È più probabile vincere al Lotto scegliendo gli stessi numeri tutte le volte o scegliendone di diversi ogni volta? (Risposta: Con entrambe le strategie è egualmente probabile.)
- È utile, sempre nel Lotto, affidarsi ai numeri «ritardatari»? (Risposta: è statisticamente irrilevante puntare sui numeri «ritardatari», poiché la speranza matematica (valore atteso) è la medesima ad ogni estrazione, indipendentemente dall'esito delle estrazioni precedenti.)

## Esempi errati
A molti casi si potrebbe erroneamente ritenere di poter applicare la teoria della fallacia dello scommettitore, quando in realtà questa non è applicabile.
- Qualora la probabilità di taluni eventi è non indipendente, la probabilità di eventi futuri può variare sulla base degli eventi già verificatisi. Formalmente, in tali casi il sistema si dice essere dotato di memoria. Un esempio di questo è l'estrarre delle carte da un mazzo senza rimetterle nel mazzo dopo averle estratte. È vero che una volta che un jack è stato tolto dal mazzo, alla prossima estrazione c'è una minore probabilità di estrarre un jack e una maggiore probabilità di estrarre una carta dotata di un altro numero. Infatti, la probabilità di estrarre un jack, assumendo che questa sia stata la prima carta estratta e che nel mazzo non ci siano jolly è scesa da 4/52 (7.69%) a 3/51 (5.88%), mentre la probabilità che si estragga una carta appartenente ad un altro numero è salita da 48/52 (92.31%) a 48/51 (94.12%). Ma ciò è perché la prova (l'estrazione della carta) ha alterato lo stato del sistema (il mazzo).
- Quando la probabilità di ciascuno degli eventi possibili è irregolare. Ad esempio con un dado truccato un numero che è uscito più frequentemente in passato può sicuramente continuare ad essere più frequente degli altri, se il fatto che esca tale numero è reso più probabile da pesi presenti nel dado. Tale circostanza è stata denominata Nerd's Gullibility Fallacy - ossia l'assumere che la moneta sia regolare e che i giocatori siano onesti quando nella realtà non è così. Questo è un esempio del principio di Hume: se esce venti volte consecutive croce è più probabile che la moneta sia truccata, piuttosto che non lo sia e che al prossimo lancio si abbia un'eguale probabilità che esca testa o croce. Il Chernoff bound può essere utilizzato per determinare quante volte una moneta deve essere lanciata per individuare (con alta probabilità) quale dei due lati è truccato.
- La probabilità di eventi futuri può variare in funzione di fattori esterni che abbiano influenza sulla probabilità stessa (ad esempio, la modifica delle regole di uno sport che influisce sulla performance di una squadra). Come esempio aggiuntivo, uno sportivo esordiente può vedere minacciato il proprio successo se la squadra avversa ne scopre i punti deboli e li sfrutta. Il giocatore può in questo caso cercare di compensare questo svantaggio rendendo casuale la propria strategia, sulla base di quanto insegnato dalla teoria dei giochi.
- Molti indovinelli tentano di ingannare il lettore portandolo a pensare che essi siano un esempio di fallacia dello scommettitore, tra questi si può citare il problema di Monty Hall.